# イギリスにおける歳費
イギリスにおける歳費（イギリスにおけるさいひ、英語: payment for members in the United Kingdom）とは、イギリス議会の構成員への給与の提供である。

## 歴史
英国議会においては、他国でほぼ普遍的に行われている、立法機関の構成員に州の給与を支払うという慣行を再導入する提案が時折なされた。イングランド議会初期の歴史では、ヘンリー3世治世の1265年に最初の王会を招集して以来、平民または国民の代表者への支払いが長きに渡り行われていた。シャイアと自治区は、彼らの代表者である議員に奉仕の対価を支払い、彼らが議場に出席するために費やした費用を返済した。1322年、エドワード2世の制定法により、騎士の給料は1日4シリングに、市民・中産階級の給料は1日2シリングに固定された。尚、イギリスの貴族院議員の報酬は交通費等の支給を除き、無報酬である。
これらの支払いは、各議会の解散後に発行された令状によって執行されることができ、ヘンリー8世の治世に至るまでそのような令状が発行された事例は数多くあった。最後の例として知られているのは、1681年にハーウィッチの自治体から給料令状を取得したトーマス・キングの例である。議員への歳費支払いの慣行は次第に死法状態に陥り、チャールズ2世治世の第二議会ではこれに対して強い不満が表明された。慣行が徐々に放棄されるようになったのは、第一に黎明期の議会で代表者を確保するのが困難だったことが原因であった。実業家たちは、時間がかかる上に危険な移動をしてまで本業から離れることを望まなかった。それだけではなく、国会開催は基本的に君主が新たな形の課税を行うための仕掛けにすぎず、そのような課税の採決を拒否して王室の不興を買うか、議会から無事に帰還して地元住民の悪意にさらされるかになることはほぼ確実であった。議員を送り出す町も同様に、その生活費を負担することには消極的であった。
英国では、庶民院が折に触れてこの原則に賛成する議決を行っている。1893年3月24日（276票対229票）と1895年3月22日（176票対158票）がその代表的なものである。これらの決議は単に十分な手当を規定するものであったが、1906年3月7日の決議では、従前は年間40ギニーであった手当を年間300ポンドの手当を支持する決議が行われた（348票対110票）。